# Mätikkörivier
De Mätikkörivier (Zweeds: Mätikköjoki) is een rivier, die stroomt in de Zweedse  gemeente Kiruna. De rivier dient als afwateringsrivier van een aantal meren en moerassen. De Mätikkörivier in ongeveer 8 kilometer onderweg als zij de Puolisrivier instroomt.